# سمكة الجرو العربية
سمكة الجرو العربية (الاسم العلمي: Aphanius dispar) وتعرف محلياً في البحرين باسم العفطي أو الحرسون وفي العراق باسم أبو الشحيم، سمكة صغيرة من أسماك المياه المالحة. وهو من فصيلة من الأسماك تتبع رتبة بطحيشيات الشكل من طائفة شعاعيات الزعانف. فصيلة سمك صغير يشبه الشبوط.
يوجد هذا النوع من الأسماك في البحر الأحمر وخليج عدن وبحر العرب والخليج العربي وحتى الهند. ويوجد في قناة السويس والبحر الميت وهي النوع الوحيد من الأسماك المتوطنة في بحيرة ساوة في العراق.